# 壊疽
壊疽（えそ、英: gangrene）とは、体組織の腐敗に特徴づけられる壊死の合併症である。黒色ないし緑色、悪臭を示す。

## 概要
壊疽は感染症あるいは血栓症などによる虚血を原因とする。血栓症は一般に決定的な血液供給の不足（末梢循環障害など）の原因として出現し、糖尿病や長期間の喫煙に関連する。壊疽のほとんどは下肢に出現する。
壊疽の最も有効な治療法は原因器官の血行再建術であり、回復を示すことがある。他の治療法はデブリードマンや外科的切断(en:Amputation)である。治療法は壊疽の位置、組織障害の範囲によって決定される。

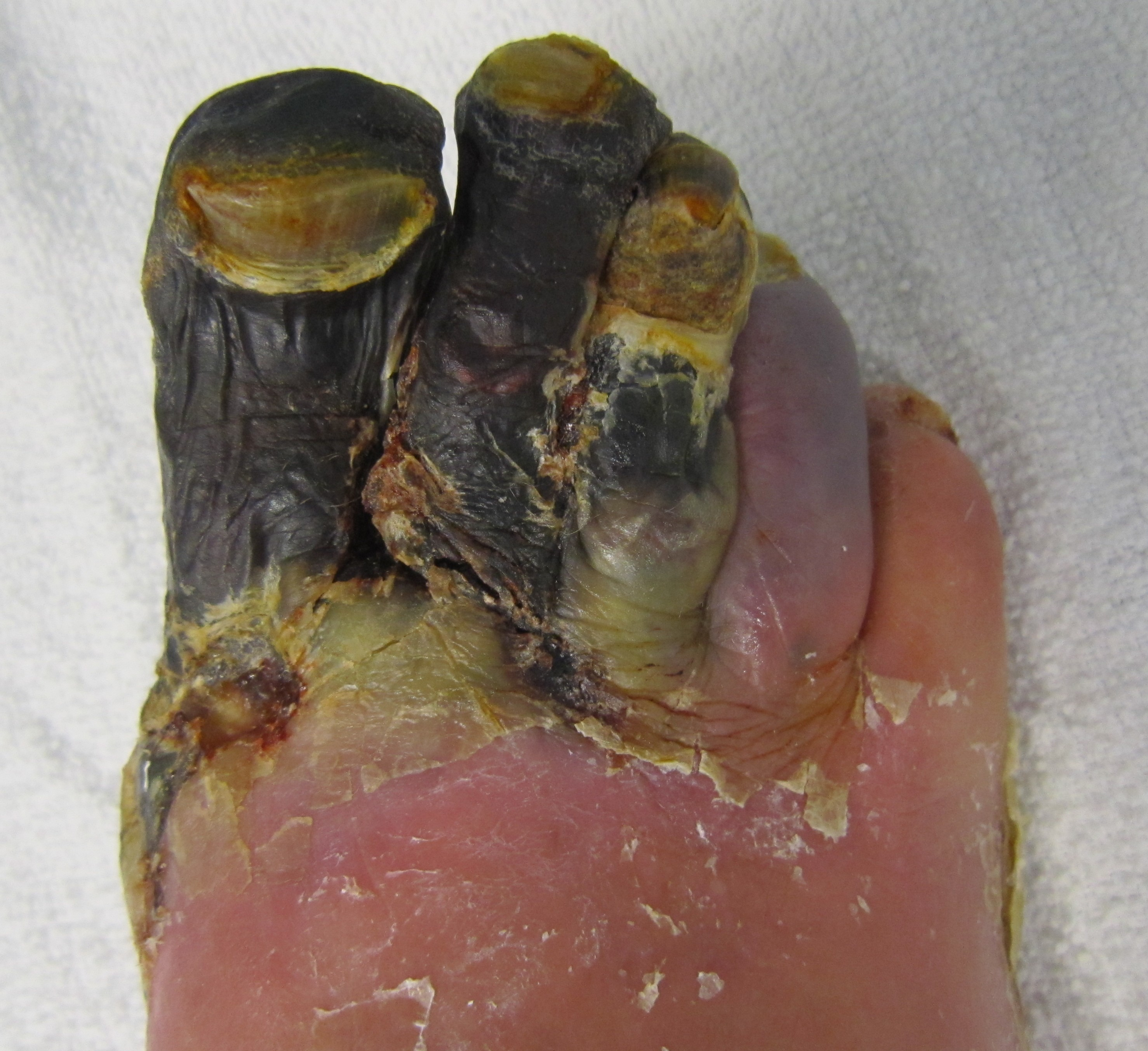

壊疽は纏足で認められることがある。

## 原因
壊疽の原因は幅広い。患部で嫌気性細菌（あるいは好気性菌）が急速に増殖する事により起こる。大元の原因は動脈硬化症、糖尿病、腎不全（透析患者）、膠原病、血管炎、感染症などさまざまである。
組織内感染症（あるいは外傷など） ⇒ ガス産生 ⇒ （末梢）循環不良 ⇒ 組織の壊死・壊疽 ⇒ 嫌気性菌の繁殖のサイクルは極めて急速である。
- 糖尿病による下肢壊疽 - 特に足指や前足部が典型例である。末梢循環不良起因。
- 壊死性筋膜炎 - 溶血性レンサ球菌、エロモナス属(Aeromonas)、ビブリオ・バルニフィカス (Vibrio vulnificus) 、ウェルシュ菌などの体内組織への侵入、繁殖
- クロストリジウム筋壊死 - 交通事故、戦争や闘争その他の外傷、あるいは手術後に組織循環が悪化し壊死した場合など。ガス壊疽をきたす。進行が極めて速い[1]。
- 非クロストリジウム性ガス壊疽 - 糖尿病や悪性腫瘍その他の合併で発症する事がある。この場合嫌気性菌に限らず好気性菌も繁殖する。ガス壊疽を来す。クロストリジウム筋壊死ほどでは無いが進行が速い。

## 治療
蜂窩織炎などと異なり、通常全身症状を伴い重篤である。放置すれば化膿性の関節炎、骨髄炎、敗血症、多臓器不全などを併発し致命的である。